# أكسين
يعتبر هرمون الأوكسين أو أوكسينات أول الهرمونات النباتية التي استخلصت وصنعت في المختبرات وتستعمل تجارياً في الزراعة. الأكسينات مجموعة من الهرمونات ويوجد خمس أكسينات معروفة حتى الأن، أكثر الهرمونات النباتية شيوعا هو إندول حمض الخليك ويرمز له بـِ(بالإنجليزية: IAA)‏

## تاريخ اكتشافه وتسميته
اكتشف الأكسين العالمان (بالإنجليزية: Kogel)‏ سنة 1933 و هاجان سميث haagen-smith حيث أمكن استخلاصه من القمم النامية لنبات الذرة وقد اكتشف قبل ذلك في بول الإنسان بواسطة (بالإنجليزية: Nencki & Sieber)‏ وقد أطلق عليه لفظ أكسين وهو مأخوذ من اللغة اليونانية التي تحتوي على المقطع Auxo والذي يعني زيادة وقد أثبت Went 1938 تأثير الأكسين لأول مرة على انحناء غمد ورقة الشوفان، ثم حاول معرفة وزنها الجزيئي عن طريق حساب معامل انتشارها (بالإنجليزية: Diffusion Coefficient)‏.
قام (بالإنجليزية: Kastermaus & Kogel)‏ بفصل الأكسين من الخميرة ثم استخلصه Thimann من فطر (باللاتينية: Rhizopus surinus) ووجد أن وزنها الجزيئي يقرب من 175 وأنه نفس مادة بيتا Indole acetic acid.
ثبت فيما بعد أن الأكسينات توجد في جميع النباتات الوعائية الراقية وتنحصر أماكن اصطناعها الحيوي في المناطق المرستيمية والأنسجة النشطة وأجنة البذور وأن لها خاصية الانتقال القطبي وتختلف سرعته من 0.5 – 1.5 سم/ ساعة تبعاً للنوع والعمر ونوعية النسيج الناقل.
بعد اكتشافه، أصبحت لفظة أكسين تطلق على مجموعة من مركبات تتشابه في تأثيرها الفيزيولوجي رغم تباينها الكيميائي وعموماً فإن لفظ الأكسين يستعمل للدلالة على المادة العضوية التي تزيد النمو زيادة غير عكسية على طول المحور الطولي إذا أعطيت بتركيزات ضئيلة للنباتات، وقد اقترح أن الأكسين ينتقل قطبياً خلال البلازما بواسطة حامل بروتيني وأن هذا الحامل غني بالحمض الأميني الحلقي البرولين.

## مكان إنتاجه
تنتج الأكسينات من الخلايا الحية في القمم النامية للنبات في أعلى الساق والجذر، وتؤدي إلى زيادة نمو الساق في الطول، وزيادة لدونة ومرونة خلايا النبات، مما يؤدي إلى استطالتها وهذا فعل غير قابل للعكس فتتابع الخلايا نموها وزيادة حجمها باضطراد. هذه الهرمونات تقل في الجهة المضاءة وتزداد في الجهة البعيدة عن الضوء، فتحرض على نمو الجهة المظللة بسرعة أكبر مقارنة بمعدلات نمو الناحية المضاءة فيتجه النبات نحو الضوء. في خلايا النبات الهوائية يعمل الأكسين على نمو الخلايا عن طريق خفض درجة حموضة الخلية وإضعاف الروابط بين جزيئات السليلوز في الجدار الخلوي وهو ما يسمح بنمو الفجوة العصارية وزيادة حجم الخلية. وكذلك فإن الأوكسينات تحرض معدل انقسام الخلايا النباتية، مع زيادة محتواها من الحمض النووي الريبوزي والبروتين، وزيادة تدفق السوائل إلى داخل الخلية مما يؤدي لانقسامها السريع وبالتالي نمو النبات عرضيا وبزيادة عدد الخلايا في نسجه المختلفة.

## عمل الأوكسين
الأكسين يشجع عملية الانقسام غير المباشر في الخلايا، كما أنه يستحث استطالة الخلايا الواقعة تحت القمة النامية التي بدأت بالتميز، والأوكسين ينفر من الضوء فيتجه الأوكسين إلى الجانب المظلم (البعيد عن الضوء) وبذلك يصبح تركيز الأوكسين على الجانب البعيد من الضوء أكثر من تركيزه على الجانب القريب من الضوء، وبذلك تبدأ الانقسامات غير المباشرة والاستطالات في الخلايا على غير ذلك الجانب، أي أن هناك نموا غير متوازن على جانبي البادرة. ونتيجة لاستطالة جانب دون الآخر، فان البادرة تتجه نحو الضوء وهذا ما يسمى بالانحناء الضوئي
استخلص العالم فنت هرمون النمو وأجرى التجارب عليه وأعطى هذا الهرمون اسم الأكسين ويصنع في القمم النامية في النبات. مميزات الأوكسين: ينفر من الضوء. ينساب من أعلى إلى أسفل. يعمل على الإسراع من الانقسام غير المباشر للخلايا وبالتالي استطالة الخلايا.
يسبب الأوكسين استطاله الخلية وآلية العمل يحفز الأوكسين تدفق أيونات الهيدروجين من السيتوبلازم عن طريق مضخة البروتونات التي تعمل على ضخ أيونات الهيدروجين إلى الجدار الخلوي في النبات فتعمل آيونات الهيدروجين تنشيط بروتين وتدي(شكل إسفين) يعمل على فصل عديدات السكر عن ألياف السيللوز فتصبح الأخيرة معرضة لتأثير أنظيم مفكك يعمل على تقطيع عديدات السكر، فتزداد مرونة الجدار الخلوي للخلية النباتية، هذا يؤدي إلى دخول الماء للخلية بتأثير الحلول، وتستطيل الخلية النباتية بتأثير الضّغط الانتباجي، و تترسب ، من ثم تترسب ألياف سيللوز ومواد جدارية جديدة مما يجعل الاستطالة غير قابلة للعكس.

## تطبيقاته الزراعية
تستخدم الأكسينات كهرمونات تجذير لأنها تحرض نمو الجذور في العقل، حيث أن الأكسين يشجع نمو الجذور العرضية على العقد الساقية القريبة من الأرض. والمعاملة بالأوكسين تطيل العمر الخضري للنبات وتمنع تكوين الأزهار وتستغل هذه الخاصية في إنتاج المحاصيل والخضار الورقية. وتعامل بعض النباتات بالأوكسينات لإنتاج ثمار خالية من البذور ومنع ظهور البراعم على درنات البطاطا المخزنة.
أيضا من الاستخدمات الزراعية للأكسينات النباتية ما يلي:
1. تحفيز الانقسام الخلوي في الخلايا الجنينية الأولى في الجذور.
2. تحديد نمو الجذير الأولي والوريقات الأولية.
3. توجيه نمو الأعضاء النباتية مثل الأوراق والسيقان.
4. السيادة القمية.
5. تكوين الجذور في أوساط النمو الصناعية.

أولا: تحفيز الانقسام الخلوي: عندما تبدأ البذرة بالإنبات يحفز إندول حمض الخليك الجنين على الانقسام المتساوي للنمو وتكوين الجذر الولي والوريقات الأولية.
ثانيا: يحفز إندول حمض الخليك نمو الجذير إلى أسفل والسيقات إلى أعلى.
ثالثا: ينشط إندول حمض الخليك باقي الأعضاء النباتية على النمو.
رابعا: سيادة القمة النامية: أحد أهداف تقليم الأشجار هو منع نمو الغصن عموديا وإلى مسافات شاهقة، وتشجيع نمو الأغصان الجانبية مما يزيد من حجم الثمار ويسهل عمليات الزراعة من رش وقطف، حيث أن نمو القمة النامية يمنع نمو البراعم الجانبية للنبات، والسبب هو سيادة القمة النامية.
خامسا:تكوين الجذور والإنبات: إذا غمس عقل النباتات في كمية ضئيلة من الأوكسين ينشط تكوين الجذور ونموها وهذه العملية تستعمل تجاريا في المشاتل الزراعية.
سابعا: الإزهار: لقد وجد العلماء أن لنوعية الضوء التي يتعرض لها النبات أثرا كبيرا على الازهار فالنباتات قصيرة النهار مثلا لا تستطيع أن تتحمل تعرضها لنهار طويل لا تزهر إذا عرضت لطيف ضوئي طوله 660 نانو متر. كما وجد أن الطيف الأخير الذي يتعرض له النبات قصير النهار قبل حلول الظلام هو العامل المؤثر في الازهار. فإذا كان الطيف الأخير الذي تعرض له النبات طوله 660 نانو متر فإنه يمنع الازهار، أما إذا تعرض لطيف طوله 730 نانو متر فإن عملية الازهار تنشط، ولكن الطيف ينشط الازهار في النباتات طويلة النهار أي التي تحتاج لفترة طويلة من ضوء النهار لكي تزهر. ولقد وجد أن الفايتوكروم له دور الصبغة الماصة للأطياف، بحيث يتغير تركيبها إلى أحد الصبغتين (صبغة 330 وصبغة 660) حيث الطيف الضوء الذي تعرضت له، وهذا بدوره يؤدي إلى تكوين أو عدم تكوين الفلوروجين وبناء عليه تتم عملية الازهار.

## هدم الأوكسين
يتم هدم الأوكسين إما عن طريق الأكسدة الضوئية أو الأكسدة الأنزيمية وقد اقترح أن الضوء يؤثر على هدم ألا وكسين عن طريق تنشيطه لصبغة الفلافين.وقد ثبت أن مركبي Indole aldehyde & 3- Methylene 2- oxindole من أهم نواتج الهدم الضوئي وهما من المركبات المثبطة لذلك من الممكن أن يعزى تثبيط النمو بالضوء أساساً إلى تكوين هذين المركبين في الأنسجة.
أما الهدم الأنزيمي فقد أشار الكثير أن الإنزيمات الهادمة للأكسين هي إنزيمات يدخل في تركيبها الحديد ويحتمل أن تكون إنزيمات البيروكسيديز، وآخرون يقترحون أن النحاس يدخل في تركيبها وآخرين يعتبرها فينوليز ورابع يعتبرها تيروزينيز والبعض يعتبرها بيروكسيديز مرتبط بالفلافين ونظراً لأن هذا الإنزيم يرتبط نشاطه بالضوء جعلهم يفترضون أن الفلافين ينشط الإنزيم الهادم.
ولقد اتفقت كثير من الدراسات على أن معظم النباتات تحتوى على النظام الإنزيمي المعروف IAA oxidase والذي يعمل كوسيط كميائي لهدم الأكسين الطبيعى IAA مع انطلاق ثاني أكسيد الكربون واستهلاك الأوكسجين بكميات مماثلة، وقد وجد أن جميع الإنزيمات المقترحة تشترك جميعها في تطلبها لوجود الفينولات كعامل مساعد.
تكون منظمات النمو الخاصة بالأوكسينات أقوى تأثيراً من الهترواوكسين فمثلا أكسين 2,4 – D المشهور باستعماله كمبيد للأعشاب أقوى من IAA 10 –12 مرة وهكذا NAA ويرجع سبب ذلك في الغالب إلى بطء سرعة هدمه بالأنسجة حيث لا يوجد بالأنسجة نشاط إنزيمي مؤثر تأثيراً مباشراً عليها ذلك أنها غريبة على الأنسجة وعلى هذا فهي غريبة على النشاط الإنزيمي إلى حين، ومن ثم لا يثبط مفعولها سريعاً وقد يتجول IAA الطبيعي في النبات إلى مشتقات خاملة هرمونياً مثل:
- تكوين جيلكوسيدات اندول حمض الخليك مثل IAA arabinose
- تكوين ببتيدات مثل Indol acetyl aspartate
- تكوين مركبات الارثوفينول مثل Chlorogenic acid
- تكوين الاسترات مثل Indol ethyl acetate
- ارتباطه مع مكونات السيتوبلازم نتيجة امتصاصه على أسطح البروتين.

## التركيب الجزيئي
بعد اكتشاف أن الأندول حمض الخليك IAA هو الأكسين الطبيعي في النبات اكتشفت عدة مركبات مشابهة من الناحية الكميائية لها نفس التأثير الحيوي مثل اندول 3- حمض البيروفيك، اندول 3- حمض البروبيونيك واندول 3- حمض البيوتريك، ثم اكتشفت بعض المركبات التي لها نفس تاثير اندول 3- حمض الخليك الحيوية ولكنها تختلف عنه كيميائياً وأهمها مشتقات حمض فينوكسي الخليك مثل 2,4-D و2,4,5 T ولها جميعاً قيمتها الفعالة كمبيدات حشائش اختيارية.
وفي أواخر الثلاثينات أمكن وصف المتطلبات الجزيئية المطلوب توافرها في مركب بعينه لكي يظهر تأثيراً مشابهاً للأكسينات وحصرت في التالي:
1. ان يكون للمركب تركيب حلقي.
2. توجد على الأقل رابطة زوجية غير مشبعة في الحلقة.
3. ترتبط بالحلقة سلسلة جانبية تنتهي بمجموعة كربوكسيل أو بها مجموعة يسهل تحويلها إلى مجموعة كربوكسيل.
4. ضرورة وجود ذرة كربون واحدة على الأقل بين الحلقة ومجموعة الكربوكسيل.
5. يجب أن يكون له ترتيب بنائى محدد بين السلسلة الجانبية والحلقة يسمح له باجراء التفاعل.

ثبت أن هذه المتطلبات لم تتوافر لمركبات أخرى لها نفس تأثير الأوكسينات رغم اختلافها من ناحية التركيب الجزئى مثل بعض مشتقات حمض البنزويك والثيوكربامات مثل 2 - 6 ثنائي كلورو حمض البنزويك والكربوكسي ميثيل تراي كاربامات. وعليه افترض أنه لكي يكون لجزيء ما نشاط أكسيني يجب أن تتوزع الشجرة الالكتروستتيكية عليه توزيعاً خاصاً والتي تؤهله للتوافق استاتيكيا مع الجزيء المستقبل بالخلية. وبهذا يمكن القول أن الدراسة المكثفة الموجهة لربط العلاقة بين التركيب الجزيئي والنشاط الحيوي للأكسينات لم تصل بنا حتى الآن لفهم وتفسير عمل الهرمونات على المستوى الخلوي.

## معرض صور

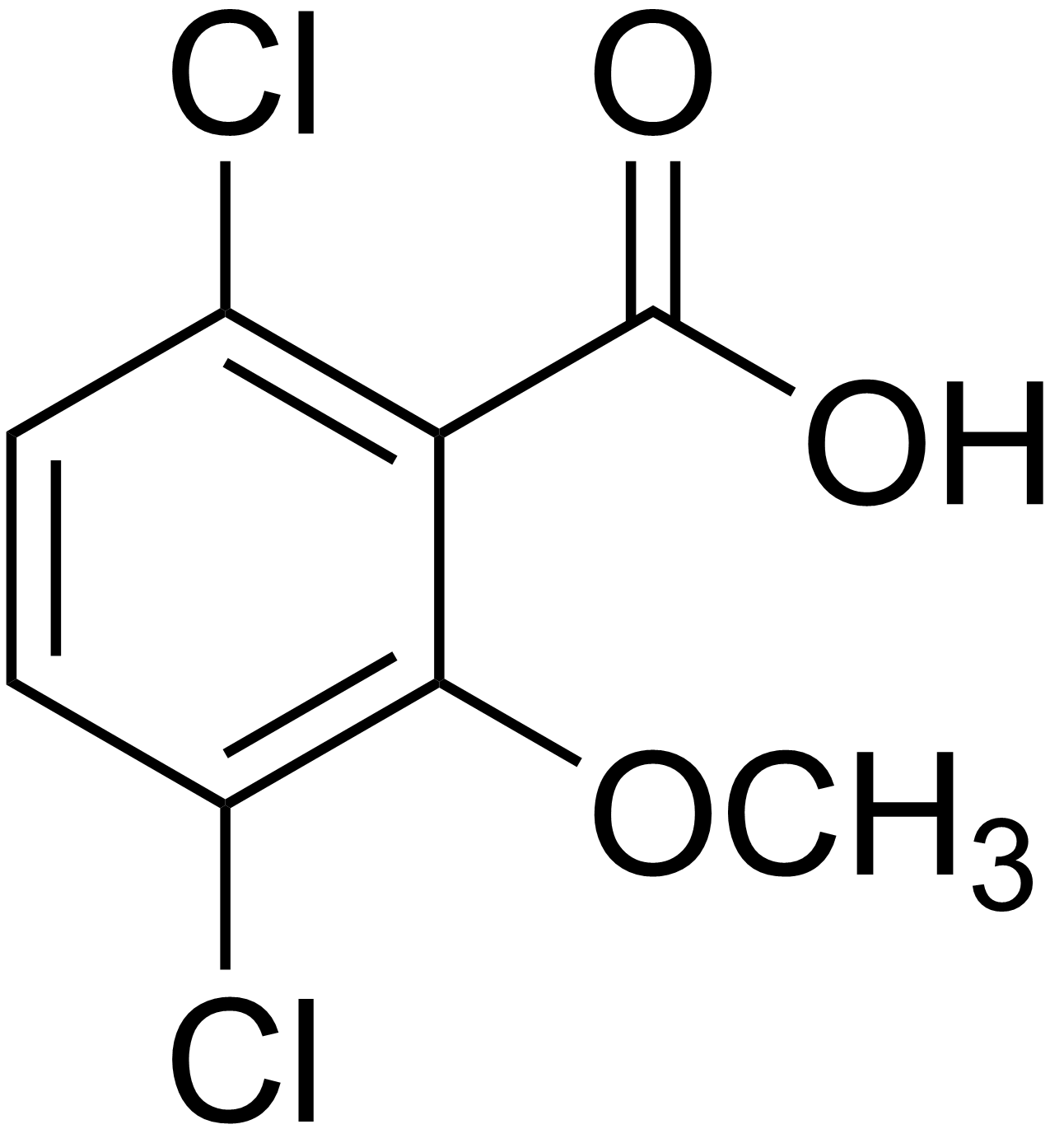